# Досифей (Радивоевич)
Епи́скоп Досифе́й (серб. Епископ Доситеј, в миру Ми́лан Радиво́евич, серб. Милан Радивојевић; род. 5 марта 1971, Лиг, Колубарский округ) — епископ Сербской православной церкви, титулярный епископ Липлянский, викарий патриарха Сербского.

## Биография
Родился в Лиге в 1971 году в семье отца Мирослава Радивоевича (кузнец) и матери Нады (домохозяйка), урожденной Тошнич. Детство провёл в деревне Славковица, начальную школу закончил в Лиге в 1986 году. После начальной школы в 1990 году окончил Высшую военную школу в Белграде.
Во время учёбы в военном училище он часто посещал Монастырь Ваведенье, который находился в непосредственной близости от училища, и там получил начальные знания о монашеской жизни. После окончания Военной средней школы в Белграде продолжил образование в Военной академии ВВС и ПВО в Райловаце под Сараево, а в связи с войной Военная академия была переведена в Белград, где продолжил образование.
Он получил звание подпоручика после окончания Военной академии в 1995 году и начал службу офицером в Кралеве. Во время службы в Кралевацком 450-м ракетном полку он очень часто ходил на богослужения в Монастырь Жича. После трех лет офицерской службы он дослужился до звания поручика, а вскоре после этого ушел из армии и в 1998 году отправился в Хиландарский монастырь на Горе Афон.
Присоединился к братии Хиландарского монастыря 18 декабря 1998 года в качестве послушника и принял монашеский постриг в праздник Рождества Пресвятой Богородицы в 2000 году. В монашестве проходил монашеские послушания старосты, прислужника, просфорника, трапезника, монастырского пасечника, хозяина, библиотекаря и казначея. Сербские офицеры организованно посещали Хиландарский монастырь с 2002 года, и по благословению настоятеля, в то время монах Досифей отвечал за прием и работу с группами офицеров, курсантов Военной академии и курсантов Военной гимназии.
По благословению духовного собора Монастыря Хиландар начал заочное обучение на богословском факультете в Белграде, которое закончил в 2005 году. После окончания основной учебы, по благословению духовного собора, он поступил в аспирантуру на богословский факультет Университета Аристотеля в Салониках. Успешно защитил магистерскую диссертацию в области догматики на тему Имени Божия в русском богословии XX века под руководством профессора Хризостома Стамулиса в январе 2010 года в Салониках.
На Сретение 2009 года в Хиландаре епископ Жичский Хризостом (Столич) рукоположил его в сан иеродиакона. На праздник Введения в храм Пресвятой Богородицы в 2010 году в Хиландаре епископом Валевским Милутином (Кнежевичем) был рукоположен в сан иеромонаха.
По приглашению и по благословению Сербского Патриарха Иринея, а также по благословению наместника Хиландарского монастыря архимандрита Мефодия (Марковича), в 2010 году начал заниматься помощью тогдашнему епископу по армии, епископу Порфирию (Перичу), в деле введения окормления военнослужащих сербской армии. После подписания соглашения между сербской православной церковью и сербской армией и начала его реализации иеромонах Досифей возвращается в Хиландарский монастырь.
В конце января 2019 года по благословению настоятеля Хиландара и духовного собора Хиландарского монастыря он перешел в Шумадийскую епархию Сербской православной церкви, где 10 сентября 2019 года был назначен настоятелем монастыря святого Георгия в Челие, и, по словам Хиландарского игумена архимандрита Мефодия: «Он сохранил пламя, которое взял со Святой Горы, не только для себя, но чтобы это пламя горело в сердцах тех, кто придёт в семью святого великомученика Георгия в Челие».
21 мая 2022 года решением очередного Священного архиерейского собора Сербской православной церкви избран епископом Липлянским.
10 декабря 2022 года в соборном храме святого архангела Михаила в Белграде состоялось его наречение во епископа Липлянского, викария Патриарха Сербского.
11 декабря 2022 года в храме Святого Саввы в Белграде хиротонисан во епископа Липланского, викария Патриарха Сербского. Хиротонию совершили: Патриарх Сербский Порфирий, архиепископ Охридский и митрополит Скопский Иоанн (Вранишковский), епископ Бачский Ириней (Булович), епископ Враньский Пахомий (Гачич), епископ Шумадийский Иоанн (Младенович), епископ Браничевский Игнатий (Мидич), епископ Зворницко-Тузланский Фотий (Сладоевич), епископ Милешевский Афанасий (Ракита), епископ Брегалницкий Марк (Кимев), епископ Рашско-Призренский Феодосий (Шибалич), епископ Бихачско-Петровацкий Сергий (Каранович), епископ Тимокский Иларион (Голубович), епископ Нишский Арсений (Главчич), епископ Осечкопольский и Бараньский Херувим (Джерманович), епископ Валевский Исихий (Рогич), епископ Будимлянско-Никшичский Мефодий (Остоич), епископ Стобийский Давид (Нинов), епископ Ремезианский Стефан (Шарич), епископ Мохачский Дамаскин (Грабеж), епископ Марчанский Савва (Бундало), епископ Хвостанский Алексий (Богичевич), епископ Новобрдский Иларион (Лупулович), епископ Егарский Нектарий (Самарджич).